# Brasil nos Jogos Olímpicos de Inverno de 2022
O Brasil participou dos Jogos Olímpicos de Inverno de 2022, que aconteceram em Pequim, na China.
foi a nona aparição consecutiva do país em Olimpíadas de Inverno desde a sua estreia na edição de 1992, em Albertville. Diferente dos Jogos Olímpicos de Inverno de 2014, que teve a maior delegação da história com treze atletas, nesta edição, que foi um pouco menos,no total foram onze os competidores brasileiros.

## Competidores
| Esporte             | Masculino | Feminino | Total |
| ------------------- | --------- | -------- | ----- |
| Bobsleigh           | 5         | 0        | 5     |
| Esqui alpino        | 1         | 0        | 1     |
| Esqui cross-country | 1         | 2        | 3     |
| Esqui estilo livre  | 0         | 1        | 1     |
| Skeleton            | 0         | 1        | 1     |
| Total               | 7         | 4        | 11    |

## Desempenho

### Esqui cross-country
Masculino
| Atleta      | Evento          | Clássico | Clássico | Livre | Livre | Final | Final     | Final |
| Atleta      | Evento          | Tempo    | Pos.     | Tempo | Pos.  | Tempo | Diferença | Pos.  |
| ----------- | --------------- | -------- | -------- | ----- | ----- | ----- | --------- | ----- |
| Manex Silva | 30 km skiathlon | LAP      | LAP      | LAP   | LAP   | LAP   | LAP       | 67°   |

Feminino
| Atleta                          | Evento                | Qualificação | Quartas     | Semifinal   | Final       |
| ------------------------------- | --------------------- | ------------ | ----------- | ----------- | ----------- |
| Eduarda Ribera Jaqueline Mourão | Velocidade por equipe | —            | —           | LAP         | Não avançou |
| Jaqueline Mourão                | Velocidade            | 4:05.60      | Não avançou | Não avançou | 84°         |
| Jaqueline Mourão                | 10 km feminino        | —            | —           | 36:14.6     | 81°         |
| Eduarda Ribera                  | Velocidade            | 4:14.53      | Não avançou | Não avançou | 88°         |
| Eduarda Ribera                  | 10 km feminino        | —            | —           | 38:58.7     | 90°         |

### Esqui estilo livre
Feminino
Sabrina Cass foi a primeira atleta do time Brasil a competir, em 3 de fevereiro, e também foi a primeira brasileira a competir pelo Brasil na prova do moguls. Após a primeira corrida ficou na 21.ª colocação, e após a segunda na 26,ª posição fechando a competição com a melhor posição de um latino-americano. Cass já havia sido campeã mundial juvenil em 2019 quando defendia os Estados Unidos e começou a competir pelo Brasil em 2021.[carece de fontes?]
| Atleta       | Evento | Qualificação | Qualificação | Qualificação | Qualificação | Qualificação | Qualificação | Qualificação | Qualificação | Final       | Final       | Final       | Final       | Final       | Final       | Final       | Final       | Final       | Final       | Final       | Final       |
| Atleta       | Evento | Corrida 1    | Corrida 1    | Corrida 1    | Corrida 1    | Corrida 2    | Corrida 2    | Corrida 2    | Corrida 2    | Corrida 1   | Corrida 1   | Corrida 1   | Corrida 1   | Corrida 2   | Corrida 2   | Corrida 2   | Corrida 2   | Corrida 3   | Corrida 3   | Corrida 3   | Corrida 3   |
| Atleta       | Evento | Tempo        | Pontos       | Total        | Pos.         | Tempo        | Pontos       | Total        | Pos.         | Tempo       | Pontos      | Total       | Pos.        | Tempo       | Pontos      | Total       | Pos.        | Tempo       | Pontos      | Total       | Pos.        |
| ------------ | ------ | ------------ | ------------ | ------------ | ------------ | ------------ | ------------ | ------------ | ------------ | ----------- | ----------- | ----------- | ----------- | ----------- | ----------- | ----------- | ----------- | ----------- | ----------- | ----------- | ----------- |
| Sabrina Cass | Moguls | 32.13        | 50.41        | 62.20        | 21°          | 31.25        | 49.34        | 62.12        | 16°          | Não avançou | Não avançou | Não avançou | Não avançou | Não avançou | Não avançou | Não avançou | Não avançou | Não avançou | Não avançou | Não avançou | Não avançou |

Legenda
| Recorde mundial      | Recorde mundial (World record)               |                       | Recorde africano                      | Recorde africano (African) |                                           | Q | Classificado por posição (Qualified) |
| Recorde olímpico     | Recorde olímpico (Olympic record)            | Recorde da América    | Recorde da América (Americas)         | q                          | Classificado por melhor tempo (Qualified) |   |                                      |
| Melhor marca do ano  | Melhor marca do ano (World leading)          | Recorde asiático      | Recorde asiático (Asian)              | DNS                        | Não largou (Did not start)                |   |                                      |
| Recorde nacional     | Recorde nacional (National record)           | Recorde europeu       | Recorde europeu (European)            | DNF                        | Não terminou (Did not finish)             |   |                                      |
| Recorde pessoal      | Recorde pessoal do atleta (Personal best)    | Recorde da Oceania    | Recorde da Oceania (Oceania)          | DSQ / DQ                   | Desclassificado (Disqualified)            |   |                                      |
| Recorde da temporada | Recorde da temporada do atleta (Season best) | Recorde sul-americano | Recorde sul-americano (South America) | NM                         | Sem marca (No mark)                       |   |                                      |